# スーパーウィングス
『スーパーウィングス』（英: Super Wings、朝: 출동! 슈퍼윙스、中: 超级飞侠）は、中国や韓国、アメリカなどで放送されているテレビアニメ作品。FunnyFlux Entertainment（韓国）、Alpha Group Co., Ltd（中国） 、Little Airplane Productions（アメリカ）がそれぞれ共同製作している。
日本ではシーズン2のみがNetflixで配信されたのち、2020年10月2日よりBS11にて放送。その後各種配信サイトで配信されている。千葉テレビで2023年6月29日より毎週木曜17:30-18:00に放送している。

## あらすじ
シリーズは基本的な形式に従い、 ジェットが配達に呼ばれる前に世界空港で他のスーパーウィングスと相互作用する、 ジンボから情報を得て、場所と現地の言語についていくつかの事実を教えました。 知識を使用して、 問題が発生するまで、パッケージを注文する子供とやり取り。 その間、ジェットは1つまたは複数のスーパーウィングスの支援を求め（パッケージを注文する人の中には、特定のエピソードでは大人の人もい） 追加の助けは、ジェットを離れる前に問題を解決するのに役立ちます。
形式はシーズン2でも関連性がありました。 相互作用セグメントは削除され。 ジンボも今シーズン、世界空港で働くことはなくなり、 彼が世界一周の休暇をとっている間、ジンボの姪スカイに取って代わられ。 (ジェットが配達する場所で彼はまだカメオを作っていますが) 支援形式も変更されましたが、 通常、エピソードの最後に複数のスーパーウィングスがジェットで終わるため。
シーズン3は、相互作用セグメントを折り返し、そして、ジンボがメンテナンス技術者として戻ってくるのを見る。残りの形式はシーズン2と同じまま、支援方法がまた変わったのに。ジェットは現在、スーパーウィングスの専門チームから支援を受けている、 ランダムな選択ではなく。エピソード数も52から40に減少しました。
主な変更はシーズン4で行われ。そしてショーの多くは現在世界の航空機で行われている、移動空港として機能する巨大な飛行機。（ジンボはキャプテン、スカイは通信担当官）子供たちは今、実際にスーパーウィングを呼んで特殊な製品を作って。（ストーム製、新しいキャラクターと世界の航空機のチーフエンジニア）過去のシーズンの段ボール箱ではなく、金属製の箱のような容器で出荷され。ジェットは現在、定期的に彼の配達のための旅行仲間を持って。代わりに、ヘルプを受ける代わりにスーパーチャージビームを介してアップグレードが提供。他のスーパーウィングスはいくつかのエピソードでランダムな時間に現れ。
シーズン5はシーズン4と非常によく似て。スーパーウィングスはまだ世界の航空機にいるので。(ジンボ、スカイ、とストームが同じ位置にいる) ただし、シーズン5では、スーパーウィングスに新しい仲間がいるのはスーパーペット、 スーパーウィングスに似た小型車両で、あらゆるミッションに対応でき 彼らはまた、スーパーウィングスが彼らの任務を遂行しようとするのを防ぐためにエピソードに定期的に現れる、ゴールデン・ボーイに直面しなければなりません。 シーズン4とは異なり、ジェットはスーパーチャージモードではなく、スーパーヘルプを呼び出し、 スーパーウィングスと彼らのスーパーペットで構成されたチーム。

## 登場キャラクター
声優は日本語版。

### シーズン1に登場するキャラクター
ジェット (英: Jett、朝: 호기、中: 乐迪)
声 - 矢尾幸子
本作の主人公である、赤と白のジェット機。世界中の子供たちに荷物を届けることが仕事で、仕事が大好き。飛行速度は世界最速、エネルギッシュで自信に満ちた性格で、他人に対して親切。
スーパーペットはミニジェット。
ディジー (英: Dizzy、朝: 아리、中: 小爱)
声 - 多田このみ
ピンクと白のヘリコプター。救助ロープおよび緊急装備を使った救助を得意とする。
シーズン3では「Rescue Riders」のリーダーを務める。
スーパーペットはミニディジー。
ドニー（英: Donnie、朝: 도니、中: 多多）
声 - おまたかな
黄色と青のターボプロップ機。便利なツールキットで物を作ったり修理することができる優秀なエンジニア。飛行機形態からロボット形態に変形して着地する際、転ぶことが多い。
シーズン3では「Build-It Buddies」のリーダーになっている。
スーパーペットはミニドニー。
ジェローム（英: Jerome、朝: 재롬、中: 酷飞）
声 - ふじたまみ
青い戦闘機ジェットで、「Team Jerome」 のリーダーを務めている。ダンスを披露することが多め。
シーズン3、シーズン4ではミッションに赴く事はないもののジェット達と対面することはある。
シーズン5-6には登場しない。
シーズン7に再び登場します。スーパーペットはミニジェローム。
ポール（英: Paul、朝: 봉반장、中: 包警长）
声 - 岡井カツノリ
青と白の警察のジェット機。交通管制能力ならびに捜査能力を駆使してジェットらを援護する。
シーズン3では「Police Patrol」 のリーダーを務めている。
スーパーペットはミニポール。
グランド・アルバート（英: Grand Albert、朝: 다알지 할아버지、中: 胡须爷爷)
声 - 後藤敦
オレンジ色の複葉機。元冒険家であり、ジェットにアドバイスを与えることが多い。また、若い頃から集めてきた物が詰め込まれたトランクを持っている。
シーズン7に再び登場します。
ミラ（英: Mira、朝: 미나、中: 小青）
声 - 吉元里謹
緑のジェット機で、メンバーで唯一潜水が出来る。
シーズン3では 「Wild Team」 のリーダーを務めている。
シーズン5には登場しない。
ベロ（英: Bello、朝: 주주、中: 卡文）
声 - 岡井カツノリ
プロペラとの白黒ストライプサファリ飛行機。動物との会話を得意とする。
シーズン3には登場しない。
ジンボ（英: Jimbo、朝: 코보、中: 金宝）
声 - 岡井カツノリ
シーズン1に世界空港で働いていた交通管制官。シーズン2では世界一周の旅行に出るため、姪に仕事を任せていた。シーズン3では、メンテナンス技術者として職場復帰した。シーズン6-7には登場しない。
ビッグ・ウィング（英: Big Wing、中: 大鹏）
縞模様の青と白のジャンボ旅客機。(ワイドボディ機) 彼はスーパーウィングズチームの最大のメンバー。スーパーウィングズメンバーの中で唯一ロボットモードに変身しない。
ロイ（英: Roy、中: 皮皮）
荷物の引っ張り車輌。スーパーウィングズのように空を飛ぶことに憧れている。せっかちであり、駐機場に物を落とすことが多い。レイとは双子の兄弟である。

### シーズン2に登場するキャラクター
アストラ（英: Astra、朝: 샛별、中: 米莉）
声 - 横山友香
白のスペースプレーン。 宇宙を含むミッションの専門家。
シーズン3には双子の兄弟であるアストロが登場する。
チェイス（英: Chase、朝: 에이스、中: 酷雷）
声 - 清水裕亮
濃紺のスパイ機。様々な形態に変形できる。
トッド (英: Todd 朝: 두두、中: 金刚）
茶色の作業平面。鼻がドリルになっている。
フリップ（英: Flip、朝: 피구、中: 淘淘）
声 - 花園愛美
赤い飛行機。スポーツについてよく知っている人。彼はバミューダトライアングルでジェットを助けた後に「The Bermuda Blunder」でスーパーウィングズに入った。
スカイ（英: Sky、朝: 하늘、中: 安琪）
声 - 大地葉
ジンボの姪で、シーズン2では休暇中のおじに代わって交通管制官の仕事に就いていた。
ポッパー・ウィール（英: Poppa Wheels、中: 卡尔）
ドニーの助手
ネオ（英: Neo、中: 圆圆）
小さな飛行機。配送センター勤務。

### シーズン3に登場するキャラクター
ゾーイ（英: Zoey、朝: 조이、中: 佐伊）
救急車。「Rescue Riders」の一員。シーズン5には登場しない。
スパーキー（英: Sparky、朝: 로키、中: 活潑的）
消防車。「Rescue Riders」の一員。
レミ（英: Remi、朝: 레미、中: 雷米）
ミキサー車。「Build-It Buddies」の一員。シーズン6には登場しない。
スクープ（英: Scoop、朝: 포키、中: 舀）
ショベルカー。「Build-It Buddies」の一員。シーズン5には登場しない。
アストロ（英: Astro、朝: 한별、中: 天文）
「Galaxy Wings」の隊長を務めるスペースプレーンで、アストラの双子の兄弟。シーズン6には登場しない。
ローバー（英: Rover、朝: 로버、中: 流浪者）
ムーンローバー。「Galaxy Wings」の一員
スワンピー（英: Swampy、朝: 누피、中: 沼澤的）
エアボート。「Wild Team」の一員。シーズン5には登場しない。
ウィリー（英: Willie 、朝: 해리、中: 威利）
潜水艦。「Wild Team」の一員。シーズン7には登場しない。
キム（英: Kim、朝: 김순경、中: 金）
警察車輌。「Police Patrol」の一員。シーズン5には登場しない。
バッジ（英: Badge、朝: 배형사、中: 徽章）
警察飛行機。「Police Patrol」の一員。シーズン6には登場しない。
エローム（英: Arome、朝: 아롬、中: 羅馬姐妹）
戦闘機。「Team Jerome」の一員。シーズン4には登場しない。
ジェリー（英: Jerry、朝: 작은 권총、中: 傑瑞）
戦闘機。「Team Jerome」の一員。シーズン4には登場しない。

### シーズン4に登場するキャラクター
クリスタル（英: Crystal、朝: 보라 中: 雪儿）
紫色の猫飛行機 。彼女は吹雪やアイスストームの後で人々を助ける。シーズン6には登場しない。
バッキー（英: Bucky、朝: 버키、中: 巴奇）
オレンジと黄色のウサギ飛行機。彼は小さいことを必要とする問題を扱いる。シーズン6には登場しない。
ストーム（英: Storm、朝: 우주、中: 小风）
導入された若い男の子シーズン４で。とチーフエンジニアの世界の航空機

### シーズン5に登場するキャラクター
ゴールデン・ボーイ（英: Golden Boy、朝: 골든 보이、中: 金小子）
黄色/金色の飛行機とシリーズの主な拮抗薬
シーズン7では、スーパーペットはミニゴールデン・ボーイ。
サニー（英: Sunny、朝: 써니、中: 佩佩）
オレンジの飛行機。彼女は歌ったり踊ったりするのが好き、彼女は ミニサニーという名前の小さな仲間スーパーペットを飼っている。シーズン6には登場しない。
レオ（英: Leo、朝: 레오、中: 雷克）
青い空飛ぶクルマ。彼は ミニレオという名前の小さな仲間スーパーペットを飼っている。シーズン6には登場しない。

### シーズン6に登場するキャラクター
ライム（英: Lime、朝: 라임、中: 糯糯）
水色の飛行機。シェフの帽子とポータブルキッチンを備えたスーパーウィングス。シーズン7には登場しない。
トニー（英: Tony、朝: 토니、中: 咚咚）
青いの電車。シーズン7には登場しない。
ティノ（英: Tino、朝: 티노、中: 大壮）
青緑のスーパーウィングス。飛行機や恐竜に変身できます。彼も伝説のスーパーウィングスある。
ゴールデン・ホイールス（英: Golden Wheels、朝: 골든 트럭、中: 金小卡）
黄金色の黄色のトラック。2番目の敵対者。ゴールデン・ボーイの新しい相棒だ。シーズン7には登場しない。

### シーズン7に登場するキャラクター
エリー（英: Ellie、朝: 알리、中: 巧巧）
ピンクのスタント飛行機。グランド・アルバートの孫娘。シーズン8には登場しない。
スーパーペットはミニエリー。
シャイン（英: Shine、朝: 샤인、中: 小亮）
水色の清掃飛行機。シーズン8には登場しない。
スーパーペットはミニシャイン。

### シーズン8に登場するキャラクター
マーティ（英: Marty、朝: 마티、中: 大力）
専用牽引飛行機。
タキ & ティキ（英: Taki & Tiki、朝: 타키 & 티키、中: 塔塔 & 琪琪）
アクロバティックな双子の兄弟飛行機のペア。
トラバー（英: Traver、朝: 트레버、中: 酷威）
時間容量を持つ銀色の飛行機。 彼は時間を巻き戻したり、過去に行ったり、止めたりすることができる。
サリー（英: Sally、朝: 샐리、中: 小翼）
紫色のプテロダクティルのようなスーパーウィングス、 ティノと同じように。
ルーシー（英: Lucie、朝: 루시、中: 露探长）
飛行能力と大型のシールドを備えた青いパトカー。
ゴールデン・ガール（英: Golden Girl、朝: 골든걸、中: 金小薇）
ゴールデン・ボーイのいとこ、 彼とは対照的に、彼女はイエローゴールドというよりピンクゴールド。そして彼女は、見るものすべてに驚き、興奮します。彼女は色を変えたり、大きなものを育てたり、幻想的なことをしたりできる星の杖を持っている。

## エピソード

### スーパー・ウィングス (シーズン2)
1. 香港のカンフー坊や
2. イエティを探せ!
3. 泳ぐブタさん
4. 真の勇者
5. チームタンゴ
6. 氷山をどけろ
7. アルプスで大ピンチ
8. 夢は大きく
9. ドバイの巨大ビル
10. チェジュ島のロボット
11. 迷子のパンダ
12. でっかいちっさい赤ちゃん
13. いたずらトロール？
14. 恐竜大追跡
15. マンモスに会いにいこう パート1
16. マンモスに会いにいこう パート2
17. オバケの家
18. ちびっ子探偵
19. フリオのホームラン
20. ワッフル大騒動
21. 僕らはスーパー・セブン
22. クジラ・パニック
23. バミューダ・トライアングル　パート1
24. バミューダ・トライアングル　パート2
25. 王子さまを笑わせよう
26. ピアノでパニック
27. 火星のお友達
28. オーストラリアのクリスマス
29. ドリルでゴー！
30. 空飛ぶドラゴン
31. 世界一大きな花
32. カボチャをとめろ
33. チームプレイは大切
34. 雪の中飛びまわれ
35. 人魚の調べ
36. ダルメシアン・ドガーサイズ
37. バルセロナの巣箱
38. 箱入りニャンコ
39. お天気レポーター
40. とっても特別なお届け物 パート1
41. とっても特別なお届け物 パート2
42. バレエの日
43. モコモコ・トラブル発生
44. 恐竜ロボット・パーク
45. 回れトロンポ
46. マングローブを救え
47. ローマの街って最高！
48. ラクダを止めろ
49. スパイとお誕生日パーティー
50. 行くぜ万里の長城
51. 世界の歴史を駆け抜けろ
52. ネス湖でカーリング

### シーズン3: ミッションチーム
1. 山に住む馬の親子
2. 夢のツリーハウス
3. バウルサクの打ち上げ
4. 森の落としもの探し
5. 消えたスーツケースを探せ
6. 温泉レスキュー隊
7. ウェブ配信は大混乱
8. フィリピンで歌おう
9. カモをつかまえよう
10. 宇宙でスラムダンク
11. 高速コースター
12. クワガタの大きな問題 パート1
13. クワガタの大きな問題 パート2
14. メークロン市場は大騒ぎ
15. 特大サイズの砂の城
16. 劇を続けよう！
17. バラカのリュック
18. 地下につくられた町
19. フィヨルドでキャンプ
20. 消えた星座を探せ
21. フードトラックの助っ人
22. 波乗り少女とサメ
23. 勇者オリビア
24. マルギット島の動物園
25. お城の舞踏会
26. 光がほしいとき